# Corynoptera flavicauda
Corynoptera flavicauda är en tvåvingeart som först beskrevs av Zetterstedt 1855.  Corynoptera flavicauda ingår i släktet Corynoptera och familjen sorgmyggor.
Artens utbredningsområde är Sverige. Arten är reproducerande i Sverige. Inga underarter finns listade i Catalogue of Life.